# Patria potestà
La patria potestà è la potestà attribuita a entrambi i coniugi di proteggere, educare e istruire il figlio minorenne e curarne gli interessi, senza però l'utilizzo di metodi coercitivi improntanti alla violenza fisica.  
Negli ordinamenti contemporanei tale potestà tende ad essere attribuita a entrambi i genitori, in condizione di parità, e si parla allora di responsabilità genitoriale. Va detto che tale evoluzione non solo si è verificata in tempi diversi nei vari ordinamenti, ma non ha ancora toccato la totalità degli stessi.
Essa si concretizza, in caso di separazione dei genitori, in un affidamento condiviso o in un affido congiunto.

## Diritto italiano
Nel diritto italiano il passaggio dalla patria potestà alla potestà genitoriale è avvenuto con riforma del diritto di famiglia del 1975, che ha equiparato in doveri e dignità le figure del padre e della madre. È stata abolita, oltre alla patria potestà, la potestà maritale.
La potestà, in diritto, è la situazione giuridica soggettiva che consiste nell'attribuzione di un potere ad un soggetto allo scopo di tutelare un interesse altrui. Poiché il senso comune attribuisce al termine un significato di potere, in psicologia e in sociologia si preferisce parlare di responsabilità dei genitori, per sottolineare che non si pone al centro il loro punto di vista, bensì i bisogni e le inclinazioni del minore, che nello stesso nuovo diritto di famiglia è visto come soggetto attivo, in grado di esprimere opinioni, orientamenti e inclinazioni e di provvedere autonomamente, per quanto capace, ai propri bisogni esistenziali.

## Responsabilità genitoriale
Il Decreto Legislativo 28 dicembre 2013, n. 154 ha previsto, tra l'altro, la sostituzione del termine "potestà genitoriale" con "responsabilità genitoriale" in tutte le norme di legge.